# Reloj de pulsera

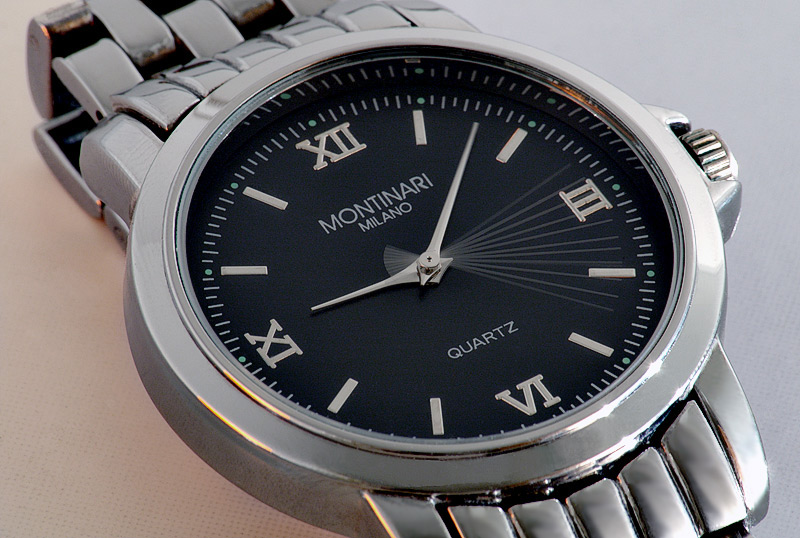
Un reloj de pulsera. La imagen muestra el recorrido de la única manecilla pequeña, durante 10 segundos.

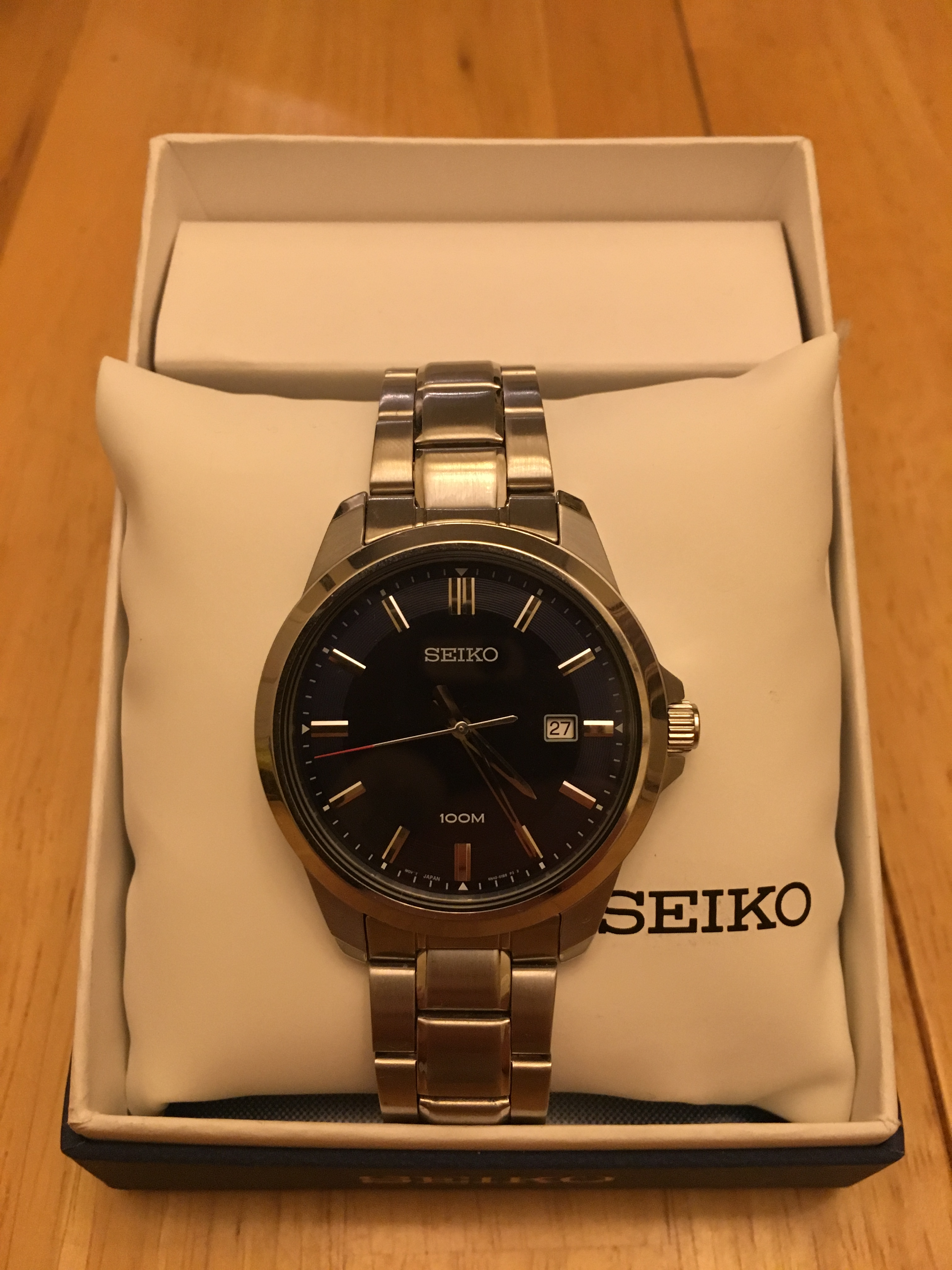
Reloj de pulsera Seiko.

Un reloj de pulsera es el que se lleva en la muñeca sujeto con una correa de piel, metal o de diversos materiales plásticos.
En un principio, los relojes de pulsera eran poco populares para los varones, que preferían el reloj de bolsillo y desdeñaban los de pulsera porque los creían similares a una joya femenina.
Los primeros relojes de pulsera se fabricaron a finales del siglo XIX. Hasta la aparición de los relojes de cuarzo, los europeos –en particular los suizos– y del continente americano llevaban la delantera en la construcción de relojes pero, desde entonces, los japoneses fueron los primeros en este mercado.

## Historia
El reloj de pulsera nació gracias a los pilotos de aviación que en sus orígenes tomaban un reloj de bolsillo y mediante una correa se lo ataban a la pierna o en el brazo siempre encima del traje de aviación. En aquella época en el que los aviones carecían de cualquier tipo de instrumentación, los cálculos que realizaban los pilotos con los relojes eran muy importantes ya que gracias a él podían calcular rumbos, distancias y horas de combustible que les quedaba para poder continuar en el aire. De ahí se fue popularizando esta nueva forma de llevar los relojes que con los años han ido modificándose en tamaño y diseño permitiendo llegar a nuestros días la forma en que conocemos al reloj de pulsera.
Hoy en día muchos pilotos siguen utilizando sus relojes como instrumento de navegación y de manera complementaria a los modernos instrumentos que poseen en la actualidad los aviones.

## Introducción
Los relojes de pulsera son de dos tipos que se diferencia por su calibre o movimiento, que mide el paso del tiempo y lo muestra. Pueden ser mecánicos o electrónicos, o una mezcla de ambos.

## Movimiento mecánico

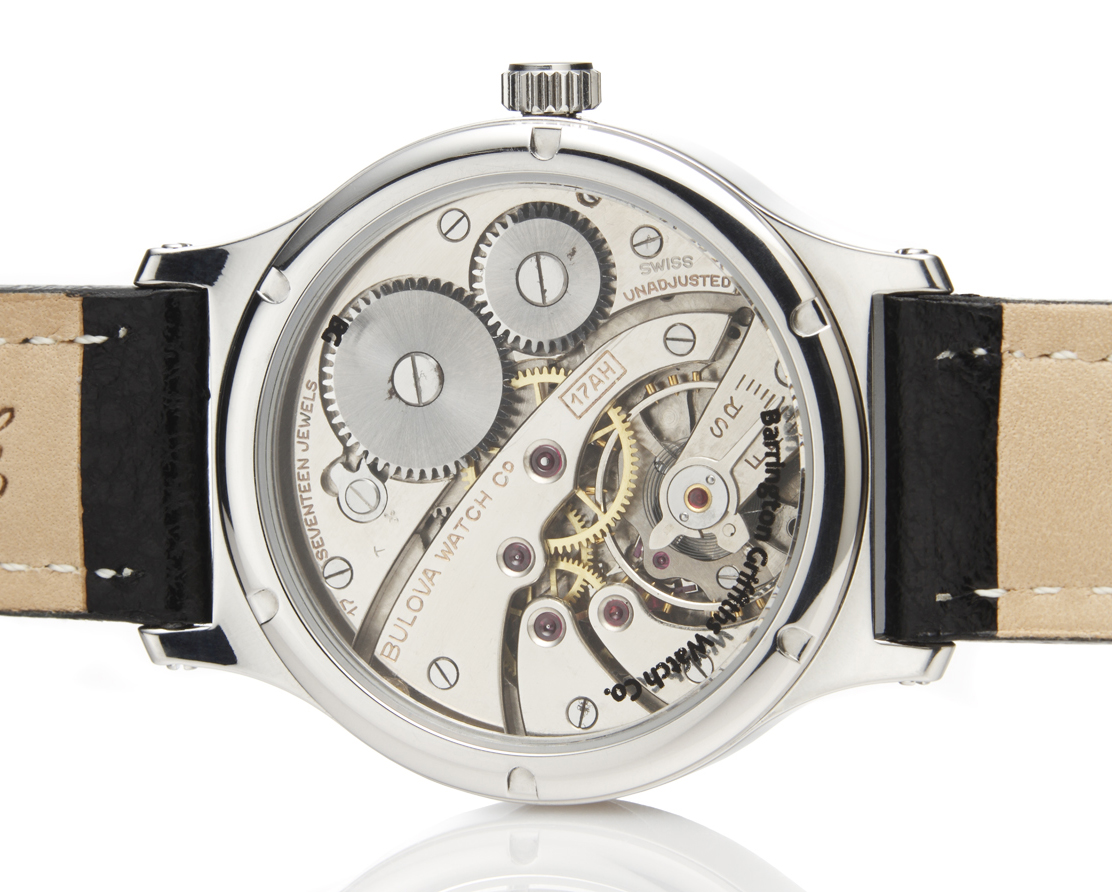
Reloj de pulsera mecánico

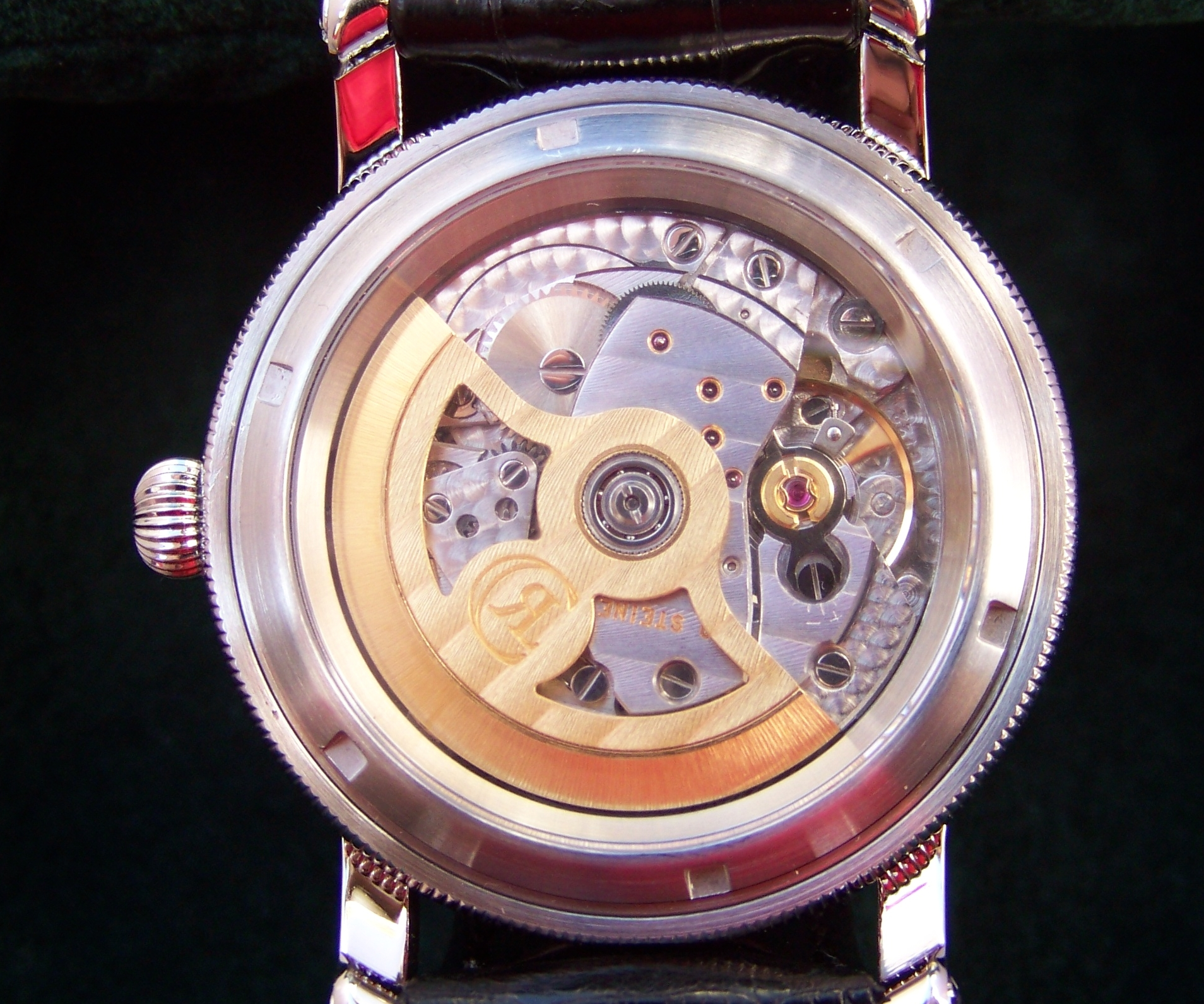
Reloj de pulsera automático

Son aquellos cuya fuente de energía es un resorte. Por su naturaleza suelen atrasarse o adelantarse varios segundos por día. Se destacan los movimientos mecánicos denominados relojes automáticos, los cuales se alimentan de la energía del movimiento de la muñeca la cual es almacenada en un resorte. Su característica principal es que son inexactos, los relojes de gama alta suelen tener certificación C.O.S.C. uno de los criterios es que el reloj tenga una inexactitud de -4+6 s/día (atrasa máximo 4 segundos en un día o se adelanta en 6 segundos en un día). A pesar de su desventaja en precisión siguen usándose porque hay cierto romanticismo asociado a su mecanismo. Suelen tener un precio mucho mayor a un reloj de calibre electrónico (con pila) y son mucho más inexactos por lo que es habitual tener que ponerlos a la hora, así como brindarle mantenimiento. La regularidad del mantenimiento es un tema polémico.

## Movimiento electrónico

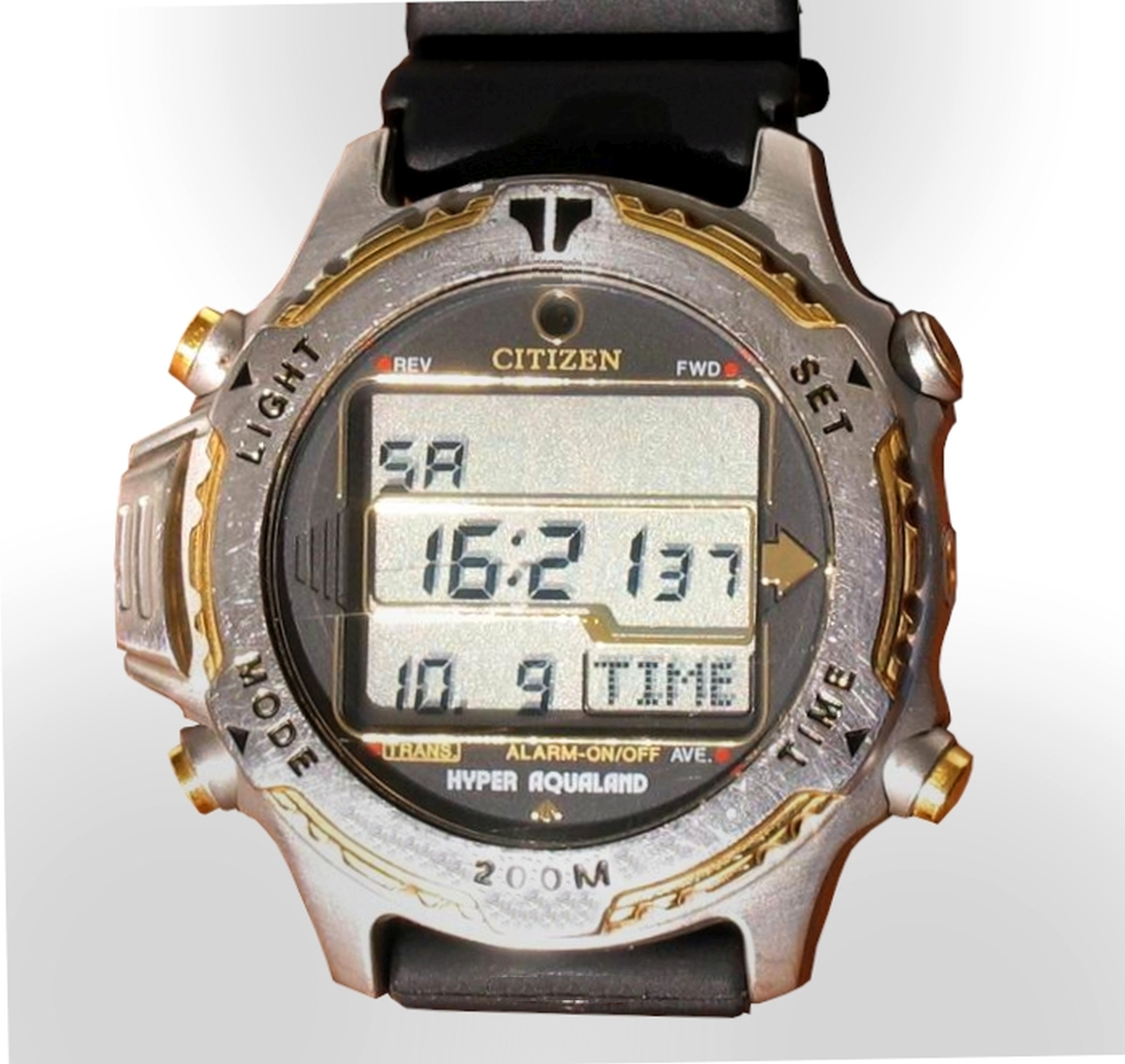
Reloj digital

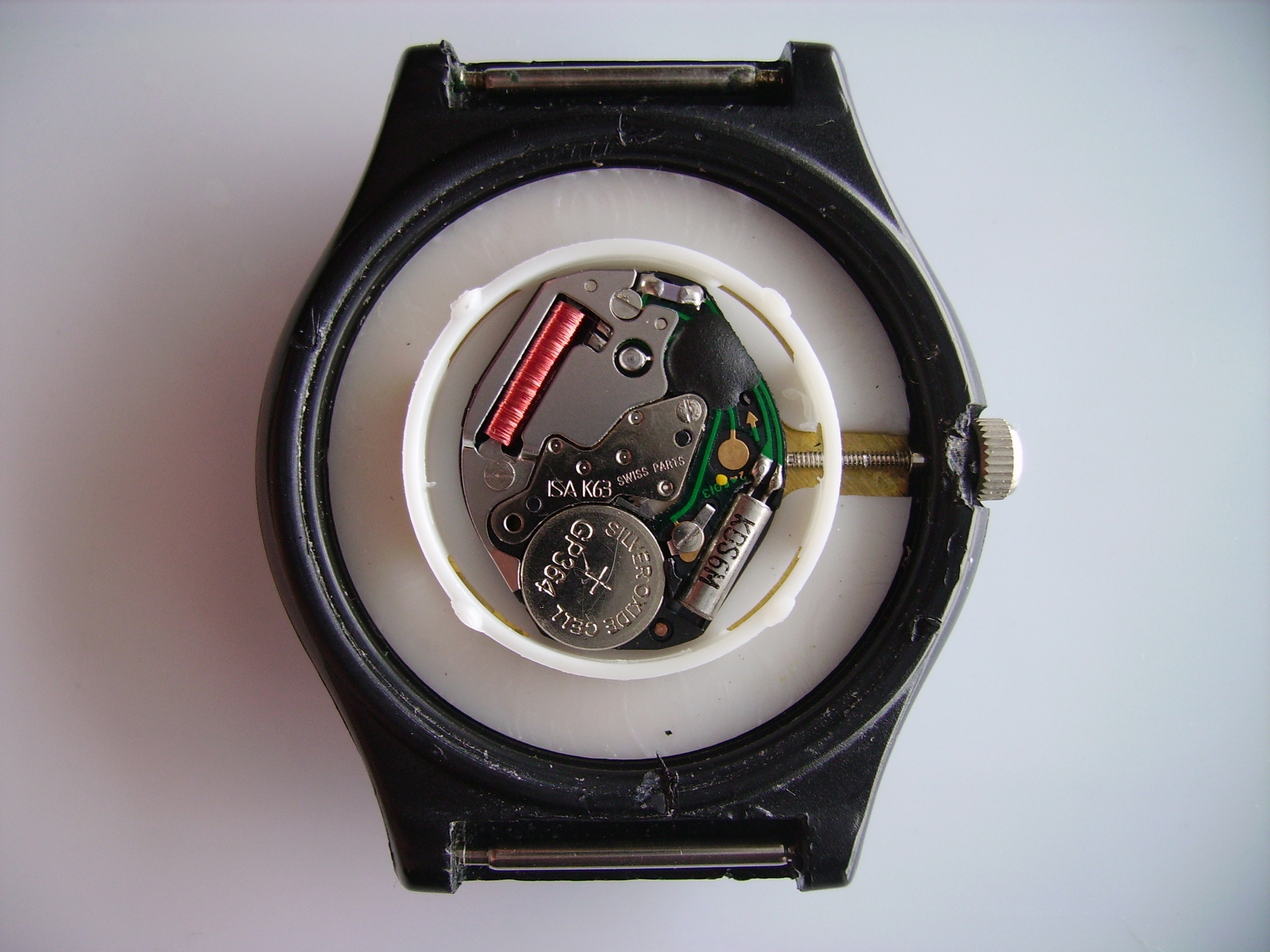
Interior de un reloj de cuarzo o digital

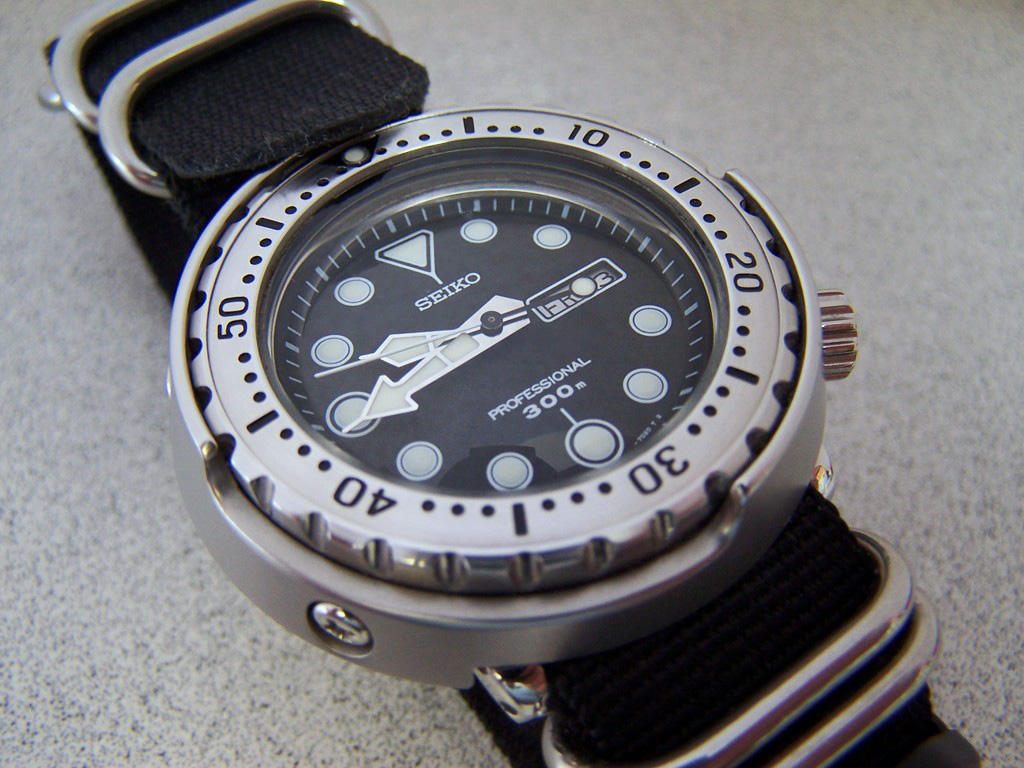
Reloj de submarinismo resistente al agua hasta una profundidad de 300 metros

Tienen pocas o ninguna pieza móvil, ocupan el efecto piezoeléctrico en un pequeño cristal de cuarzo para proveer una base estable para la mayoría de los calibres electrónicos. El cristal oscila a una frecuencia de resonancia estable, que se ocupa para el mecanismo. Por esta razón los relojes de movimiento electrónico se les llama relojes de cuarzo. Generalmente obtienen la energía de una pila de botón.  A menudo muestran la hora de forma análoga, es decir con las clásicas manecillas que giran.

### Características
Aunque la carátula de la mayoría de ellos es generalmente redonda, también existen de carátula cuadrada, hexagonal y hasta pentagonales.
Un reloj de pulsera puede ser de alguno de los siguientes tipos:
- Analógico, que tiene solo manecillas.
- Digital, que tiene solo números para leer en su pantalla.
- Mixto, que tiene manecillas y números en pantalla.

Puede tener una o varias de las siguientes funcionalidades:
- Iluminación:
  - Mediante botón.
  - Iluminador. Activando esta función la luz se enciende automáticamente al colocar la muñeca para mirar la hora. Esta función se desactiva después de un tiempo determinado para ahorrar pilas.
- Hora en 12/24h.
- Varias horas diferentes. Pueden ser de diferentes países.
- Fecha.
- Varias alarma o despertador.
- Sincronización por radio con un reloj atómico.
  - Posibilidad activar la alarma según la fecha.
- Cronómetro.
  - Posibilidad de comienzo retardado. Puede esperar 5 segundos antes de empezar a cronometrar.
  - Aviso sonoro. Puede pitar en unos tiempos determinado 10", 30", etc. También en los últimos 3" antes de comenzar a cronometrar.
- Cuenta atrás:
  - Posibilidad de volver a empezar una vez la cuenta atrás ha llegado al final.
  - Aviso acústico unos segundos antes de llegar al final: 30", 10", 5", 3", 2".
- Resistente:
  - Resistente al agua 3, 5, 10 o 20 ATM.
  - A golpes.

### Partes de un reloj
Los relojes de pulsera pueden ser de tipo analógico o digital. En los relojes analógicos (de variable continua) la hora se indica en la carátula mediante dos o tres manecillas: una corta para la hora, una larga para los minutos y, opcionalmente, una tercera manecilla también larga que marca los segundos. En los relojes digitales (de variable discreta) se lee la hora directamente en números sobre la pantalla. También existen relojes mixtos, es decir, analógicos y digitales en la misma carátula. Pero en línea general sus partes pueden ser las siguientes:
1. Cristal: Es la cubierta principal del reloj que protege las agujas. El material puede ser de zafiro sintético, resistente a arañazos, y puede, ocasionalmente, ser antirreflejo. En este caso puede perder su resistencia a las marcas de uso o producidas por el roce con otro objeto.
2. Agujas (o también manecillas, saetas, minuteros y segunderos): Las agujas de un reloj son unas varillas puntiagudas situadas en el centro de la esfera, que giran alrededor del dial que indica las horas y los minutos. En algunos modelos hay una tercera aguja que señala los segundos.
3. Bisel: Es el aro que enmarca la esfera que, dependiendo del modelo, puede ser fijo, giratorio o de bisagra. Su función es la de fijar y proteger el cristal de la caja, pero también puede tener una función estética.
4. Corona: Es un dispositivo de cuerpo estriado por medio del que se da cuerda al reloj, se pone en hora o se cambia la fecha del calendario.
5. Esfera o dial: Es la superficie que se sitúa debajo del cristal, sobre la que giran las agujas.
6. Caja: Situada en la parte trasera, es la base donde se protege la hermeticidad y la maquinaría del reloj impidiendo la penetración de agua.
7. Pulsera o Correa: Correa o cinta que puede ser de muchos materiales, incluso metálica, plástico o piel, que sujeta el reloj a la muñeca.
8. Resorte motor: Es la fuente de energía responsable de accionar el movimiento del reloj (en comparación con una batería en un reloj con un movimiento de cristal de cuarzo).
9. Rueda del balancín o volante: Es el órgano de regulación de un reloj con un movimiento mecánico producido por las oscilaciones de un resorte en espiral, cuya regularidad puede verse afectada por la gravedad cuando el reloj se sitúa en diferentes posiciones.
10. Tren de engranajes: Consiste en el conjunto de ruedas dentadas necesarias para el funcionamiento de un reloj, desde el solidario al barrilete, el de mayor tamaño, hasta la rueda de escape.
11. Escape: Esta pieza del reloj restringe los impulsos eléctricos o mecánicos del tren de engranaje.
12. Trabajo del movimiento: Son una serie de partes dentro del reloj que hacen que su maquinaria se mueva. Por lo general se refiere a los relojes mecánicos, ya que los de cuarzo funcionan con batería.

## Precisión
La exactitud esperada de los relojes en cuanto a segundo diarios de retraso debería ser aproximadamente el que se señala en la tabla siguiente. Con respecto a la nomenclatura +/-5 significa que reloj se adelanta 5 segundos (+5) y/o se atrasa 5 segundos diarios (-5).
| Expectativa razonable de exactitud según el tipo de reloj (seg) | Mala    | Típica  | Buena  | Porcentaje de exactitud |
| --------------------------------------------------------------- | ------- | ------- | ------ | ----------------------- |
| Reloj mecánico “Vintage”                                        | +/-60   | +/-35   | +/-5   | 99.9826%                |
| Reloj moderno mecánico                                          | +/-30   | +/-15   | +/-2   | 99.9942%                |
| Reloj moderno mecánico con cronómetro                           | +6/-4   | +/-3    | +/-1   | 99.9977%                |
| Reloj moderno de cuarzo                                         | +/-2    | +/-1    | +/-0.1 | 99.9998%                |
| Reloj moderno de cuarzo con cronómetro                          | +/-0.02 | +/-0.02 | +/-0.0 | 99.9999%                |

## Pantalla
En la pantalla se muestran la hora, y dependiendo del reloj también la fecha. En el caso de los relojes automáticos o mecánicos que se dan cuerda con la muñeca se observa que:
- La hora: Este valor debe corregirse dependiendo del error de precisión que tenga el reloj, por ejemplo: Si se atrasa 7 segundos diarios, entonces el día 31 estaría atrasado o adelantado 3 minutos y 36 segundos.
- La fecha: Su valor mensual y anual se debe corregir con arreglo a estos dos puntos:

1. El día de la semana: Este valor irá mostrando los días de lunes a domingo en un ciclo normal. Si el reloj no se detiene no deberían mostrarse errores de día.
2. El mes o año: Los meses irán de 1 a 31 indistintamente en relojes de gama media y baja. Por ello, al finalizar los meses con 28 o 30 días el usuario deberá realizar el ajuste manualmente. Existen relojes con calendario anual, es decir, solo se debe ajustar la fecha en años bisiestos. En relojes de gama alta que disponen de calendario perpetuo, la fecha no requiere de ninguna corrección, dado que fueron fabricados para seguir un patrón correcto durante 100 años en la mayoría de los casos.

En los relojes mecánicos o automáticos es importante realizar el cambio de fecha y día en un horario determinado, como norma general no se puede cambiar la fecha (día de la semana, número del mes) durante las 9 (21:00) y las 3 (3:00) porque en ese momento se inicia y termina el ciclo mecánico de cambio de fecha y se puede dañar el mecanismo y romper engranajes por este hecho. Notar que no es lo mismo para el reloj estar marcando las 12:00 del mediodía que las 12:00 de la medianoche. Es en las cercanías a la medianoche que el mecanismo de fecha esta activo y no debe modificarse manualmente.
En relojes digitales de cuarzo, es innecesario cualquier tipo de ajuste. En determinados modelos hay que ajustar el cambio de horario de verano o invierno de forma manual, pero la práctica totalidad de relojes digitales realiza el cambio de fecha de manera automática, ya tenga el mes 28, 30 o 31 días, e incluso sea o no año bisiesto.

### Analógico
Tienen dos manecillas que giran, la más corta marca la hora, la más larga los minutos, y normalmente una tercera más delgada que señala los segundos. Están disponible en relojes con movimientos electrónicos y mecánicos. Antiguamente los relojes para hacer las agujas brillar en la oscuridad se pintaban con material radioactivo, radio el cual está prohibido en la actualidad. Posteriormente se usó tritio, un isótopo radioactivo del hidrógeno. Hoy se utiliza un producto llamado de forma genérica lumen.

### Digital
Los relojes digitales suelen disponer de una pantalla LCD. En general solo está disponible en relojes electrónicos, aunque también pueden disponer de manecillas como un reloj analógico. Dicha pantalla contiene números arábigos. La hora se representa como HH:MM ss, y está distribuida (de izquierda a derecha) por dos cifras que muestran la hora (HH), dos puntos de separación (:), dos números que indican los minutos (MM), y para terminar dos dígitos más pequeños que indican los segundos (ss).
A pesar de que la distribución mencionada es la más habitual, no es la única utilizada. Muchas empresas de relojes distribuyen los dígitos de horas, minutos y segundos libremente por la pantalla. Empresas como Tokyoflash se han especializado en complicar la lectura, para hacer relojes más exclusivos.

## Correa
Existen varios tipos de correas, las más comunes son elaboradas en cuero, metal, caucho o silicona de alta calidad, nailon balístico (NATO) y lienzo. El tipo de material de la correa o banda está determinado por su uso, ya sea para un reloj casual o elegante o para un reloj deportivo. Cuando se escoge el acoplamiento de un reloj es importante saber con que tipo de materiales se ha elaborado, la calidad, el proceso de elaboración y a que tipo de aspectos del medio ambiente será sometido con el uso que se le va a dar al reloj.
Las correas/bandas más recomendadas para relojes deportivos y para actividades de alto impacto o que necesitan alta resistencia al agua para actividades como el buceo, son en metales como el acero inoxidable o cauchos de silicona. Algunas bandas de metal de malla o de brazalete de eslabones vienen con coloraciones de diferentes tonos, la coloración se puede ver afacetada por diferentes factores como el PH de la piel, ácidos o la humedad donde se almacena el reloj. No todos las bandas o brazaletes de metal pueden ser usados como relojes deportivos. Las correas de cuero se usan en relojes más formales y elegantes y requieren mayor cuidado. Usualmente se sugiere usar aceites especiales para mantener la flexibilidad del cuero y paños de limpieza para quitar los aceites de la piel, el sudor, u otras impurezas que a largo plazo pueden dañar el cuero. Alguna marcas ofrecen cueros de alta calidad que pueden ser inmersos en agua, pero deben ser cueros curados para evitar la extra absorción de agua.

## Pulseras de metal
También llamadas "armis". Consisten en un conjunto de eslabones unidos de diferentes modos posibles, creando así combinaciones más vistosas.

## Pulseras de cuero

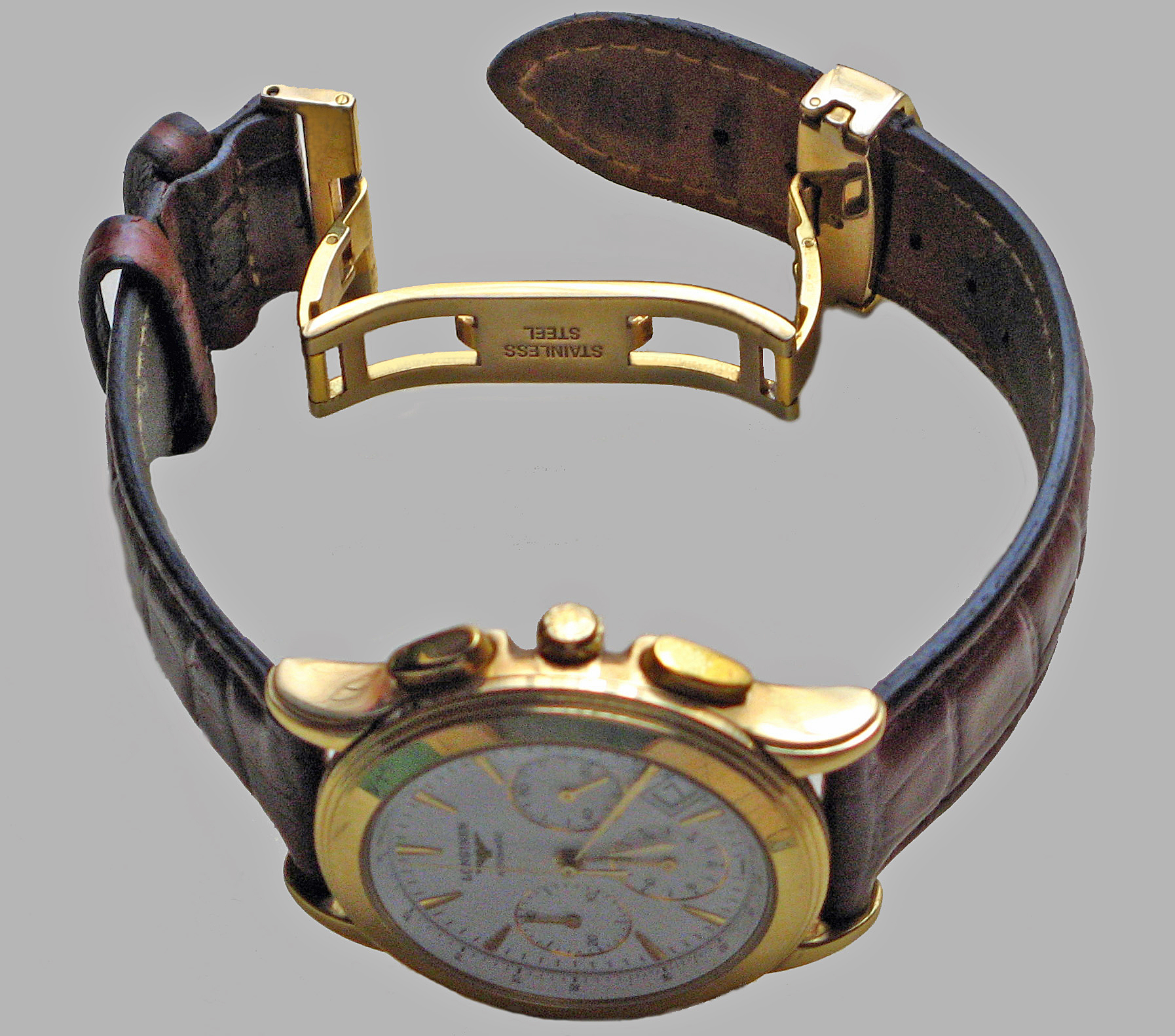
Cierre desplegable de mariposa

Las correas de cuero más populares están elaboradas en piel de becerro. Algunas marcas usan pieles más exóticas como piel de lagarto, cocodrilo, avestruz, etc. El uso de estas pieles está determinado por las leyes del área donde se vendan o fabriquen los relojes, ya que la venta de pieles exóticas es considerada ilegal en muchos países del mundo.  Las correas también se venden en imitación de piel, pero su durabilidad es menor a la del cuero legítimo.
Existen más de 15 tipos diferentes de cierres, que se usan dependiendo del material de la correa o el brazalete algunos de los más comunes son:
- Cierre de hebilla: Cierre clásico con pasador simple o doble. Se usa en correas de cuero, silicona, caucho, NATO (nailon balístico),[6] entre otros materiales.
- Cierre de broche: simple, y simple con sujetador de seguridad.
- Cierre de broche oculto. Se usa con brazaletes de eslabones.
- Cierre desplegable o de mariposa simple, doble con/sin sujetador. El diseño y funcionalidad de los cierres desplegables depende del tipo de material que se use para la pulsera, correa o banda. Los mecanismos de la banda de cuero son diferentes a los brazales de eslabones o a las bandas de malla.
- Hebilla con gancho.
- Cierre de broche oculto con botón de presión.